# أولاد نصير (عين كرمة)
أولاد نصير هي إحدى مشيخات المملكة المغربية، تتبع جغرافيا لعمالة مكناس وإداريًا لعين كرمة. يقدر عدد سكانها بـ 4109 نسمة حسب الإحصاء الرسمي للسكان والسكنى لسنة 2004.